# Йозеф фон Бакі
Йо́зеф фон Ба́кі (нім. Josef von Báky; 23 березня 1902, Зомбор, Австро-Угорщина (нині Словаччина) — 28 липня 1966, Мюнхен, ФРН) — німецький кінорежисер угорського походження.

## Біографія
Йозеф фон Бакі народився в угорському селі Зобор (нині — Зомбор на території Словаччини). Ще до закінчення навчання у школі працював кіномеханіком. У 1920 році Бакі закінчив Вищу технічну школу в Будапешті. За дорученням угорського банку очолював готель на Адріатиці та займався кінопрокатом.
У 1927 році Бакі переїхав до Берліна, де працював статистом, потім асистентом режисера Гези фон Больварі. У 1936 році відбувся його режисерський дебют з фільмом «Інтермеццо». Вирізнявся знанням соціального середовища і незабаром добився комерційного успіху, що зумовило його призначення режисером ювілейного для UFA фільму «Мюнхгаузен» (1943) з Гансом Альберсом у головній ролі.
Після Другої світової війни Йозеф фон Бакі заснував компанію Objectiv-Film GmbH, що зняла два післявоєнні фільми «…і небо над нами» (нім. ...und über uns der Himmel) і «Заклик» (нім. Der Ruf). Пізніше Бакі продовжив знімати соціально-критичні стрічки, зняв фільм про знаменитий берлінський готель «Адлон», а на кіностудії Едгара Воллеса — фільм «Дивна графиня».

## Фільмографія
| Рік  | Назва українською           | Оригінальна назва              | Режисер | Продюсер |
| ---- | --------------------------- | ------------------------------ | ------- | -------- |
| 1936 | Інтермеццо                  | Intermezzo                     | Так     |          |
| 1938 | Маленька і велика любов     | Die kleine und die große Liebe | Так     |          |
| 1938 | Жінка на перехресті         | Die Frau am Scheidewege        | Так     |          |
| 1939 | Зірка вар'єте               | A varieté csillagai            | Так     |          |
| 1939 | Люди з вар'єте              | Menschen vom Varieté           | Так     |          |
| 1939 | Ваш перший досвід           | Ihr erstes Erlebnis            | Так     |          |
| 1940 | Поет малого міста           | Der Kleinstadtpoet             | Так     |          |
| 1941 | Аннелі                      | Annelie                        | Так     |          |
| 1943 | Мюнхгаузен                  | Münchhausen                    | Так     |          |
| 1947 | …і небо над нами            | …und über uns der Himmel       | Так     |          |
| 1948 |                             | Via Mala                       | Так     |          |
| 1949 | Поклик                      | Der Ruf                        | Так     | Так      |
| 1949 | Шлях до раю                 | Das Tor zum Paradies           | Так     |          |
| 1950 | Витівки близнюків           | Das doppelte Lottchen          | Так     |          |
| 1953 | Мрійливі вуста              | Der träumende Mund             | Так     | Так      |
| 1953 | Щоденник коханця            | Tagebuch einer Verliebten      | Так     |          |
| 1955 | Ти правий                   | Du bist die Richtige           | Так     |          |
| 1955 | Готель «Адлон»              | Hotel Adlon                    | Так     |          |
| 1955 | Дуня                        | Dunja                          | Так     |          |
| 1956 | Візник Геншель              | Fuhrmann Henschel              | Так     |          |
| 1957 | Робінзон не повинен померти | Robinson soll nicht sterben    | Так     |          |
| 1957 | Ранній сезон                | Die Frühreifen                 | Так     |          |
| 1958 | Кайтеся, докторе Корда!     | Gestehen Sie, Dr. Corda!       | Так     |          |
| 1958 | Стефані                     | Stefanie                       | Так     |          |
| 1959 | Людина, що продала себе     | Der Mann, der sich verkaufte   | Так     |          |
| 1959 | Ідеальна жінка              | Die ideale Frau                | Так     |          |
| 1959 | Марілі                      | Marili                         | Так     |          |
| 1960 | Буря у склянці води         | Sturm im Wasserglas            | Так     |          |
| 1961 | Дивна графиня               | Die seltsame Gräfin            | Так     |          |

## Визнання
| Рік                                    | Категорія                                    | Фільм             | Результат |
| -------------------------------------- | -------------------------------------------- | ----------------- | --------- |
| Венеційський міжнародний кінофестиваль |                                              |                   |           |
| 1941                                   | Кубок Муссоліні за найкращий іноземний фільм | Аннелі            | Номінація |
| 1951                                   | Золотий лев                                  | Витівки близнюків | Номінація |
| Каннський міжнародний кінофестиваль    |                                              |                   |           |
| 1949                                   | Гран-прі кінофестивалю                       | Поклик            | Номінація |
| Німецька кінопремія                    |                                              |                   |           |
| 1951                                   | Золота нагорода за режисуру                  | Витівки близнюків | Перемога  |